# Dla Jana Polkowskiego
Dla Jana Polkowskiego – programowy, uznawany za manifest, wiersz Marcina Świetlickiego z czerwca 1988 roku, wygłoszony w czasopiśmie mówionym „NaGłos” w czerwcu 1989 roku i opublikowany w czerwcu roku 1990 na łamach pierwszego numeru „Tygodnika Literackiego”. Według Edyty Antoniak-Kiedos "najsłynniejszy wiersz lat dziewięćdziesiątych" w Polsce. Krzysztof Koehler, który ocenił utwór negatywnie, stwierdził jednak, że był on "głównym wierszem programowym przypisywanym generacji". Rozpoczynał lub intensyfikował dyskusję wokół zmian funkcji literatury po upadku ustroju komunistycznego w Polsce. Według Dariusza Kuleszy "tekst ten wyznacza historyczno-literacki koniec świata. Zamyka okres powojennej poezji polskiej rozpoczęty w roku 1949". 

## Treść i interpretacja
Świetlicki wchodzi w polemikę z adresatem wiersza (Janem Polkowskim), starając się wytłumaczyć różniące ich postawy wobec rzeczywistości. Dariusz Pawelec w szkicu "Oko smoka. O wierszu Marcina Świetlickiego Dla Jana Polkowskiego” wskazuje na pozostawanie utworu w kontekście do "Raportu z oblężonego Miasta" napisanego przez Zbigniewa Herberta. Chodzi głównie o "paralelizmy, powtórzenia, wyliczenia", które "dają oparcie ironicznej dykcji, zmierzającej w stronę sarkazmu". 
Wiersz jest często interpretowany jako manifest, w którym autor poddał krytyce model literatury zaangażowanej. Jan Polkowski ma tu być symbolem pewnej postawy literatury wobec problemów społeczno-politycznych (artyści tworzący w okresie ograniczonych możliwości PRL-u mieli by być kreatorami zaledwie "poezji niewolników"). Krytyka poezji Polkowskiego to w istocie skrytykowanie określonego typu literatury zbliżonego do programu Nowej Fali. Utwór stanowi dla części odbiorców poetyckie wezwanie do wyzwolenia poezji od polityki. 
Wiersz zdobył największą popularność w latach 90. XX wieku. Był reinterpretowany pod wpływem następujących bieżąco wydarzeń politycznych. 

## Krytyka
Marian Stala w swoim szkicu "Polkowski, Machej, Świetlicki, Tekieli..." określił utwór jako "programowy pamflet", który odczytał jako "bardziej odrzucenie pewnego rodzaju poezji niż atak na jednego tylko, konkretnego poetę" (Polkowskiego). Krzysztof Koehler stwierdził, że wiersz zawiera w sobie sąd, który "swym ostrzem zwraca się przeciwko wszelkiej poezji, także przeciw poezji Marcina Świetlickiego". Stawia autorowi zarzut, iż ten "usiłuje sobie i nam wmówić, że skonwencjonalizowana i sfunkcjonalizowana sztuczność poezji jego (piszącego poezje) nie dotyczy". Jacek Gutorow w pracy "Poezja i tradycja", określił wiersz, jako współczesny przykład obrazujący gest „rewolucjonisty”, postępującego w myśl zasady zupełnej negacji Tradycji. Jarosław Klejnocki i Jerzy Sosnowski napisali, że utwór "stał się punktem wyjścia dla debaty nad funkcją poezji po antykomunistycznym przewrocie". Izolda Kiec i Rafał Grupiński umieścili wiersz na równi z rockową twórczością zespołu "Świetliki", twierdząc, że jest on elementem "dobrze przemyślanej, dostosowanej do prawideł współczesnego rynku kampanii, upowszechniającej tę dziwną, elitarną sztukę, jaką jest poezja". Według Dariusza Pawelca utwór "nie jest [...] wierszem przeciwko Polkowskiemu czy przeciwko klasykom, ale jest wierszem przeciwko etyce" i to właśnie świadczy o jego przełomowym charakterze. Pawelec stwierdza, że "naruszając etykę porozumiewania się poprzez poezję, przesyła autor dodatkowo w swym udawanym podarunku propozycję osiągnięcia wolności przez zignorowanie etyki". 
Wiersz wykazuje duże podobieństwa z utworem bez tytułu ("Pierwszego dnia wojny...") autorstwa Sławomira Matusza (zbiór "Nie podaję nikomu ręki") pochodzącym z 1985 roku. Edyta Antoniak-Kiedos wskazuje, że oba wiersze "są od połowy bliźniaczo do siebie podobne i nawet podobne mają puenty, [jednak] ich wymowa jest bardzo różna". Sam autor powiedział: "To jest wiersz publicystyczny. Po prostu przeczytałem niedobrą książkę, postanowiłem o niej napisać, nie umiałem tego zrobić w formie artykułu krytycznego, więc napisałem wiersz. Dla mnie jest to wiersz marginalny, zwykła pyskówka. Poezją są w nim ostatnie cztery linijki". W tomie "Zimne Kraje 2" (1995) opublikował autopolemikę - wiersz "Nie dla Jana Polkowskiego".  

## Tekst

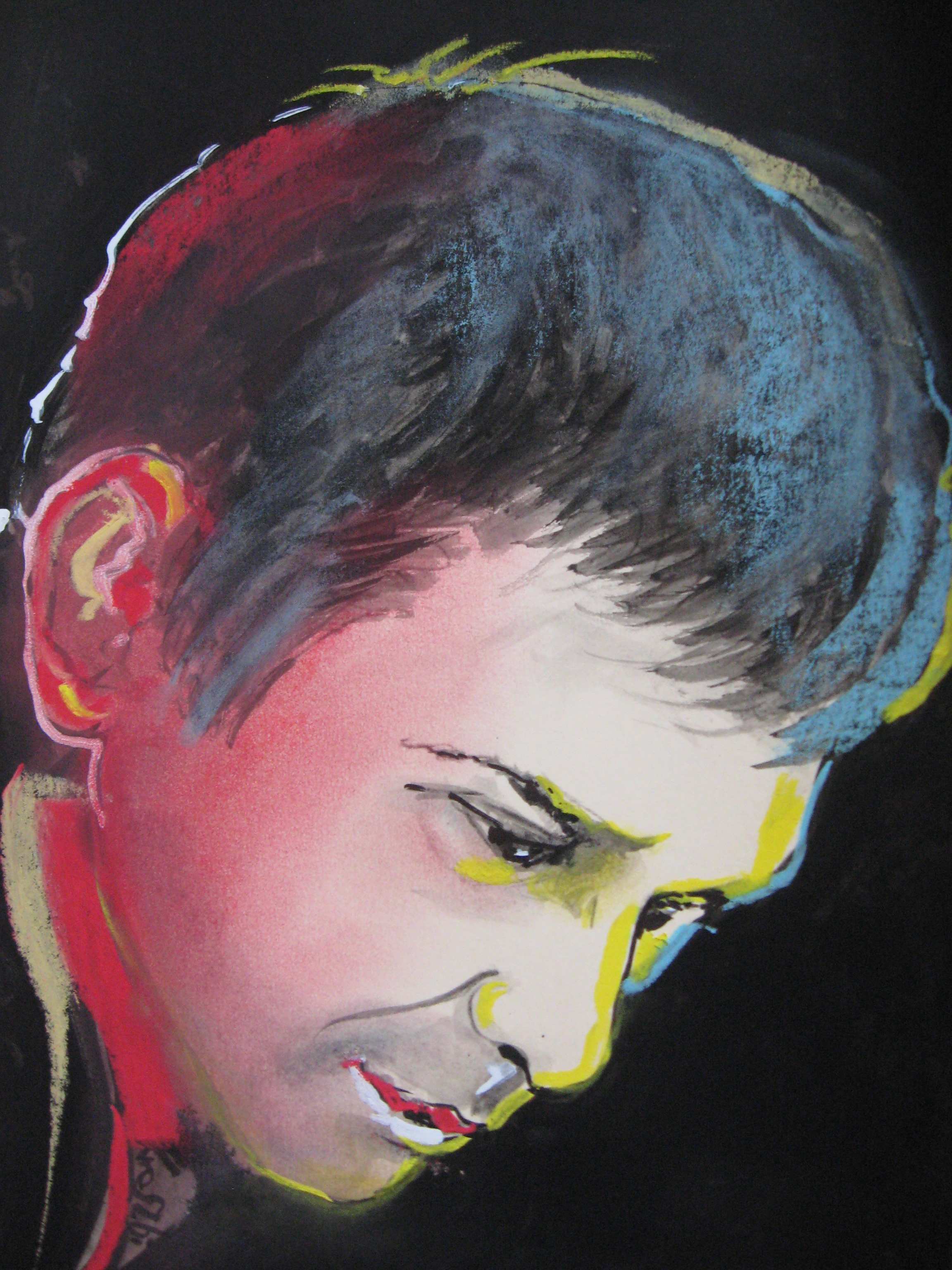
Marcin Świetlicki

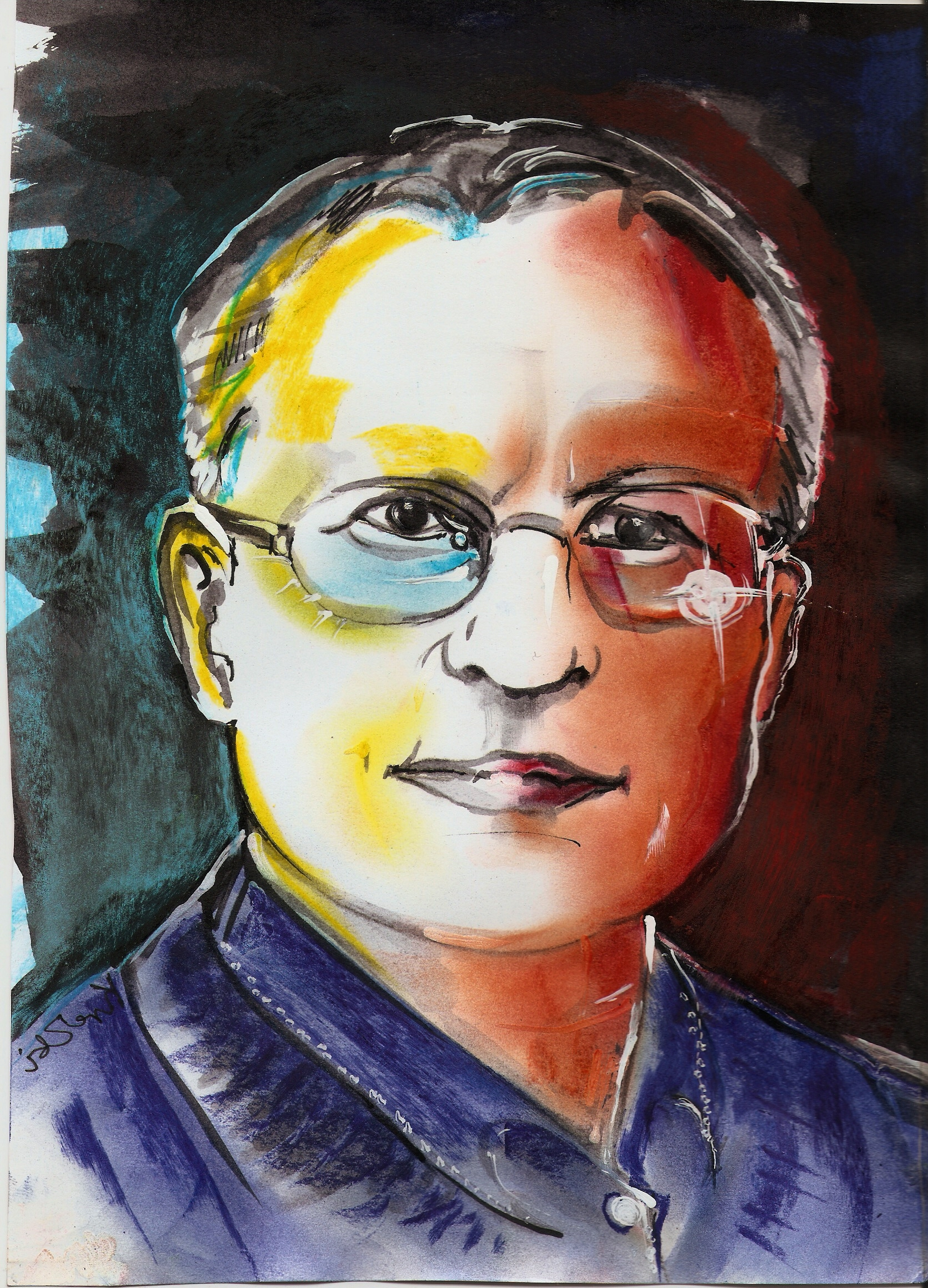
Jan Polkowski

Trzeba zatrzasnąć drzwiczki z tektury i otworzyć okno,
otworzyć okno i przewietrzyć pokój.
Zawsze się udawało, ale teraz się nie
udaje. Jedyny przypadek,
kiedy po wierszach
pozostaje smród.

Poezja niewolników żywi się ideą,
idee to wodniste substytuty krwi.
Bohaterowie siedzieli w więzieniach,
a robotnik jest brzydki, ale wzruszająco
użyteczny — w poezji niewolników.

W poezji niewolników drzewa mają krzyże
wewnątrz — pod korą — z kolczastego drutu.
Jakże łatwo niewolnik przebywa upiornie
długą i prawie niemożliwą drogę
od litery do Boga, to trwa krótko, niby
splunięcie — w poezji niewolników.

Zamiast powiedzieć: ząb mnie boli, jestem
głodny, samotny, my dwoje, nas czworo,
nasza ulica — mówią cicho: Wanda
Wasilewska, Cyprian Kamil Norwid,
Józef Piłsudski, Ukraina, Litwa,
Tomasz Mann, Biblia i koniecznie coś
w jidysz.

Gdyby w tym mieście nadal mieszkał smok
wysławialiby smoka — albo kryjąc się
w swoich kryjówkach pisaliby wiersze
— maleńkie piąstki grożące smokowi
(nawet miłosne wiersze pisane by były
smoczymi literami...)

Patrzę w oko smoka
i wzruszam ramionami. Jest czerwiec. Wyraźnie.
Tuż po południu była burza. Zmierzch zapada najpierw
na idealnie kwadratowych skwerach